# بریکرازیو
بریکرازیو (به ایتالیایی: Bricherasio) یک کومونه در ایتالیا است که در استان تورین واقع شده‌است.

## خصوصیات
بریکرازیو ۲۲٫۶ کیلومترمربع مساحت و ۴٬۶۲۵ نفر جمعیت دارد و ۴۰۰ متر بالاتر از سطح دریا واقع شده‌است.

## خواهرخوانده
شهرهای بل ویل و Chorges خواهرخوانده‌های بریکرازیو هستند.